# Reform UK–TUV alliance
Alliansen Reform UK–TUV var ett valtekniskt samarbete inför parlamentsvalet i Storbritannien 2024 på Nordirland mellan högerpopulistiska Reform UK och det brittiska unionist- och nationalkonservativa partiet Traditional Unionist Voice (TUV). Partierna ställde upp med gemensamt överenskomna kandidater i 14 valkretsar i Nordirland. Nigel Farage, som återvände som ledare för Reform UK, stödde dock sedan två kandidater från Democratic Unionist Party (DUP) i parlamentsvalet 2024.

## Historia
Alliansen mellan de två partierna bildades efter att Nordirlands största unionistparti Democratic Unionist Party (DUP) beslutade att återinträda i den delegerade maktdelningsregeringen i Stormont, och avslutade deras bojkott mot Nordirlandsprotokollet den 3 februari 2024. Detta ledde till att TUV kallade DUP för "protokollgenomförare." Den tidigare Reform UK-parlamentarikern Ben Habib hade tidigare inlett en rättslig utmaning mot NI-protokollet tillsammans med TUV ledare Jim Allister i februari 2021.

## Valrörelsen 2024

### Politisk plattform
Den valtekniska samverkan mellan Reform UK och TUV tillkännagavs vid TUV:s partikonferens den 16 mars 2024, åtföljd av ett tal från Reform UK
ledare Richard Tice. Ledarna för båda partierna undertecknade ett "Memorandum of Understanding" som beskrev en gemensam plattform:
- Upprätthållande och stärkande av unionen mellan Storbritannien och Nordirland, inklusive full återställning av artikel 6 i Unionsakten;[b]
- Lika rättigheter för alla medborgare inom Storbritannien;
- Avvisande av gränsen i Irländska sjön och att Nordirland underkastas EU-lag och EU-domstolen;
- Slutförande av en fullständig Brexit så att Storbritannien i alla sina delar åtnjuter full självständighet och ekonomisk frihet;
- Ett robust immigrationssystem och kontroller;
- Ett skattesystem, både personligt och kommersiellt, som belönar insats.

### Mottagande
Det har spekulerats att alliansen kan leda till en splittring av unionistiska röster och i slutändan resultera i färre DUP-parlamentsledamöter på grund av det majoritetsvalsystem som används för val till det brittiska parlamentet Westminster. DUP-parlamentsledamoten för East Antrim, Sammy Wilson, betonade detta i ett kritiskt uttalande efter bildandet av alliansen, som han beskrev som "absurd" och "självdestruktiv". Efter Farages personliga stöd uppmanade Wilson TUV att överge alliansmärket.

### Valrörelsen
TUV ansökte om att ställa upp kandidater som "TUV/Reform UK" på röstsedlarna för parlamentsvalet i juli 2024, men detta avslogs av valmyndigheten. Istället framträdde kandidaterna under en gemensam Reform UK–TUV-logga.
Den 3 juni 2024 ersatte Nigel Farage den tidigare partiledaren Richard Tice som ledare för Reform UK. Farage distanserade sig sedan från alliansen och den 10 juni genom sina uttalade stöd för DUP-parlamentsledamöterna Ian Paisley Jr och Sammy Wilson. Farage uppgav att "nytt ledarskap medför förändring" och att han önskade TUV lycka till. Jim Allister kallade draget för en "besvikelse." Allister uppgav att TUV hade ingått alliansen i "god tro", och att Farages drag gick emot det samtal de hade haft veckan innan. Partiet Reform UK bekräftade dock sitt fortsatta stöd för valpakten i ett medieuttalande och sa att Farage gav sin egen "personliga åsikt," och att han inte har upplöst valpakten eller avser att göra det.

### Valresultat
I det brittiska parlamentsvalet 2024 fick valalliansen 6 mandat, varav 5 mandat tillföll Reform UK och 1 mandat tillföll TUV. TUV:s parlamentsledamot Allister överväger fortfarande om han ska sitta med Reform UK-gruppen i parlamentet.